# ウィリアムズバーグ郡 (サウスカロライナ州)
ウィリアムズバーグ郡 (英: Williamsburg County) は、アメリカ合衆国サウスカロライナ州に位置する郡である。人口は37,217人（2000年）。郡庁所在地はキングスツリーである。

## 地理
アメリカ合衆国統計局によると、この郡は総面積2,427 km2 (937 mi2) である。このうち2,419 km2 (934 mi2) が陸地で8 km2 (3 mi2) が水地域である。総面積の0.32%が水地域となっている。

### 隣接する郡
- フローレンス郡 (北)
- マリオン郡 (北東)
- ジョージタウン郡 (南東)
- バークレー郡 (南西)
- クラレンドン郡 (西)

## 人口動勢

2000年人口ピラミッド

2000年国勢調査で、この郡は人口37,217人、13,714世帯、及び10,052家族が暮らしている。人口密度は15/km2 (40/mi2) である。6/km2 (17/mi2) の平均的な密度に15,552軒の住宅が建っている。この郡の人種的な構成は白人32.74%、アフリカン・アメリカン66.26%、先住民0.16%、アジア0.20%、太平洋諸島系0.00%、その他の人種0.16%、及び混血0.48%である。ここの人口の0.73%はヒスパニックまたはラテン系である。
この郡内の住民は28.60%が18歳未満の未成年、18歳以上24歳以下が9.00%、25歳以上44歳以下が25.70%、45歳以上64歳以下が23.60%、及び65歳以上が13.00%にわたっている。中央値年齢は36歳である。女性100人ごとに対して男性は87.90人である。18歳以上の女性100人ごとに対して男性は81.50人である。
この郡内の世帯ごとの平均的な収入は24,214米ドルであり、家族ごとの平均的な収入は30,379米ドルである。男性は26,680米ドルに対して女性は18,202米ドルの平均的な収入がある。この郡の一人当たりの収入 (per capita income) は12,794米ドルである。人口の27.90%及び家族の23.70%は貧困線以下である。全人口のうち18歳未満の36.10%及び65歳以上の25.90%は貧困線以下の生活を送っている。

## 都市及び町
- キングスツリー (Kingstree)
- レーン (Lane)
- Greeleyville
- Hemingway
- Stuckey